# Forcipomyia incomposita
Forcipomyia incomposita är en tvåvingeart som beskrevs av Debenham 1983. Forcipomyia incomposita ingår i släktet Forcipomyia och familjen svidknott. Inga underarter finns listade i Catalogue of Life.